# Cerithiopsis prieguei
Cerithiopsis prieguei là một loài ốc biển, động vật chân bụng trong họ Cerithiopsidae, được tìm thấy ở Biển Caribe và Vịnh Mexico. Nó được Rolán và Espinosa miêu tả năm 1996.

## Miêu tả
Chiều dài tối đa của vỏ ốc được ghi nhận là 2,5 mm.

## Môi trường sống
Độ sâu tối thiểu được ghi nhận là 2 m. Độ sâu tối đa được ghi nhận là 71 m.